# Oberea ulmicola
Oberea ulmicola är en skalbaggsart som beskrevs av Frederick James Chittenden 1904. Oberea ulmicola ingår i släktet Oberea och familjen långhorningar. Inga underarter finns listade i Catalogue of Life.